# Weinmannia parvifoliolata
Weinmannia parvifoliolata är en tvåhjärtbladig växtart som beskrevs av José Cuatrecasas. Weinmannia parvifoliolata ingår i släktet Weinmannia och familjen Cunoniaceae. Inga underarter finns listade i Catalogue of Life.